# Dave Irwin
Pour les articles homonymes, voir Irwin.
Dave Irwin, né le 12 juillet 1954 à Thunder Bay, est un ancien skieur alpin canadien, spécialiste de la descente.

## Coupe du monde
- Meilleur résultat au classement général : 17e en 1976
  - 1 victoire : 1 descente

### Saison par saison
- Coupe du monde 1975 :
  - Classement général : 45e
- Coupe du monde 1976 :
  - Classement général : 17e
    - 1 victoire en descente : Schladming
- Coupe du monde 1979 :
  - Classement général : 71e
- Coupe du monde 1980 :
  - Classement général : 53e
- Coupe du monde 1981 :
  - Classement général : 52e
- Coupe du monde 1982 :
  - Classement général : 47e

## Arlberg-Kandahar
- Meilleur résultat : 12e place dans la descente 1980 à Lake Louise